# 스콧 브라이스
스콧 브라이스(Scott Bryce, 1958년 1월 6일 ~ )는 미국의 배우, 각본가, 영화 프로듀서, 텔레비전 배우, 영화배우, 영화 감독, 연극 배우이다.
뉴욕에서 태어났다.

## 방송
- 홈랜드 시즌1

## 영화
- 낫 웨이빙 벗 드라우닝  (2012년) - 데이먼 역
- 30 락 (2006년) - 데이브 역
- 업 클로즈 앤 퍼스널 (1996년)
- 살인 환상 (1993년)
- 성희롱 사건 (1993년)
- 익스크루시브 (1992년)
- 2000 말리부 로드 (1992년)
- 법과 질서 (1990년)
- 머피 브라운 (1988년)
- LA 로 (1986년)
- 원 라이프 투 리브 (1968년)
- 애즈 더 월드 턴즈 (1956년)